# Boulevard Hochelaga
Le boulevard Hochelaga est une artère d'orientation est-ouest dans l'arrondissement de Sainte-Foy–Sillery–Cap-Rouge, à Québec. Il est parallèle au boulevard Laurier, situé environ 300 mètres plus au sud.

## Situation et accès
Le boulevard a une longueur d'environ 3 km. Il s'agit d'une route bidirectionnelle alternant entre quatre et six voies selon l'endroit.
Le boulevard débute à l'est à la jonction de l'autoroute Robert-Bourassa. Sur son parcours, il croise entre autres la route de l'Église et passe au-dessus de l'autoroute Henri-IV (sortie 136). Il passe finalement sous l'autoroute Duplessis (sortie 8) avant de se transformer en boulevard Neilson, passé l'avenue Maricourt, à son extrémité ouest.

## Origine du nom
Son nom perpétue la mémoire du village d'Hochelaga, bourgade iroquoienne du Saint-Laurent découverte en 1535 par l'explorateur Jacques Cartier, quelques mois après Stadaconé (aujourd'hui respectivement Montréal et Québec).

## Historique
Son nom actuel lui est attribué le 7 mars 1994, mais le boulevard était déjà connu sous le nom de « rue Hochelaga » dès les années 1950. Ce changement est officialisé le 7 octobre suivant par la Commission de toponymie. 
De 2020 à 2022, il est réaménagé entre l'autoroute Robert-Bourassa et l'avenue Lavigerie. Il est élargi à trois voies de circulation dans chaque sens, les bandes cyclables sont séparées des voies automobiles et des travaux de verdissement sont effectués. L'un des objectifs du réaménagement est d'augmenter la capacité du boulevard pour agir comme voie de contournement du boulevard Laurier en prévision des travaux de construction du tramway sur celui-ci.